# Bill Whelan
Bill Whelan, född 22 maj 1950 i Limerick, är en irländsk kompositör. Han är mest känd för dansshowen Riverdance.
Whelan blev inför Eurovision Song Contest 1994 i Dublin ombedd att komponera pausnumret i tävlingen. Resultatet, Riverdance, ett sju minuter långt framförande av traditionell Irish dance, blev en stor succé. Året efter hade den första fullängdsföreställningen premiär i Dublin.